# Aeonium velutinum
Aeonium velutinum är en fetbladsväxtart som först beskrevs av Nicholas Edward Brown, och fick sitt nu gällande namn av H.Y. Liu. Aeonium velutinum ingår i släktet Aeonium och familjen fetbladsväxter. Inga underarter finns listade i Catalogue of Life.